# Gonzalo Justiniano

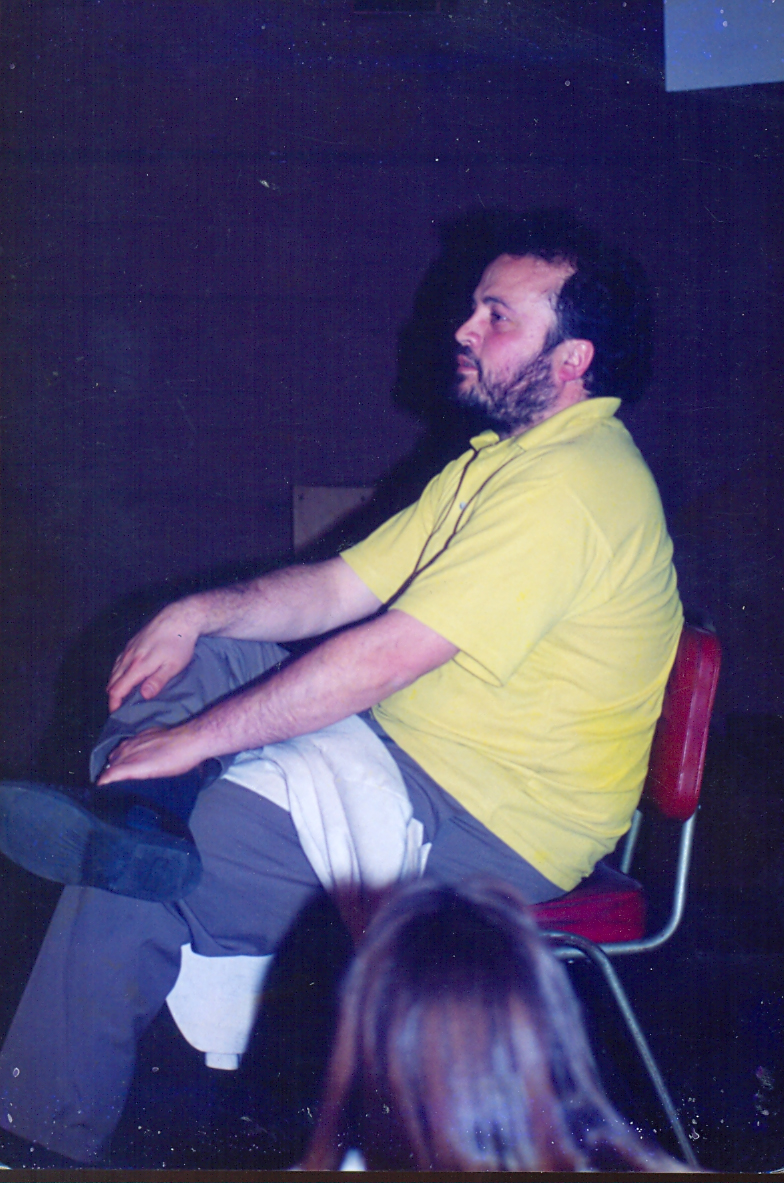
Justiniano en 1994.

Gonzalo Eugenio Justiniano Rodríguez (Santiago, 20 de diciembre de 1955) es un director, productor y guionista de cine chileno, ganador de numerosos premios internacionales. Su cinematografía es de tono sociológico.

## Carrera profesional
Después de realizar estudios en la Universidad de París y en la Escuela de Cine Louis Lumière, en Francia, regresó a Chile en 1984, realizando un documental sobre el movimiento punk chileno, con el título Los guerreros pacifistas. Al año siguiente dirigió su primer largometraje, Los Hijos de la Guerra Fría, que ganaría el premio Opera Prima en Biarritz, el Forum Award Festival Internacional de Cine de Berlín y el premio al mejor director del Festival de cine de Cartagena.
En 1988 presentó el filme Sussi, que obtuvo un gran éxito de público.
En la década de 1990 realizó los largometrajes Caluga o menta (1990), Amnesia (1994) - ganador de varios premios en el Festival Internacional del Nuevo Cine Latinoamericano de La Habana (1994), el Premio al Director joven en el Festival Internacional de Cine de Friburgo (1995), el Premio del Público en el Festival Internacional de Berlín (1995) y el Premio Kikito de oro en el Festival de Cine de Gramado (1995) - , y Tuve un sueño contigo (1999), ganadora del Premio Claqueta y Mejor película iberoamericana en el Festival de San Sebastián. 
En la década de 2000 dirigió los filmes El Leyton (2002), basado en el cuento La red del escritor chileno Luis Alberto Acuña Gatillon, B-Happy (2003) - ganadora de varios premios internacionales -, y Lokas (2008).

## Filmografía
- Los hijos de la Guerra Fría (1985)
- Sussi (1988)
- Caluga o menta (1990)
- Amnesia (1994)
- Tuve un sueño contigo (1999)
- El Leyton: Hasta que la muerte nos separe (2002)
- B-Happy (2003)
- Lokas (2008)
- ¿Alguien ha visto a Lupita? (2011)
- Cabros de mierda (2017)

## Premios internacionales
- Premio Ópera Prima en Biarritz por Los hijos de la Guerra Fría (1985);
- Premio al Mejor Director Latino en el Festival de Cine de Nueva York por ¿Caluga o menta? (El Niki);
- Premio del Público en el Festival Internacional de Cine de Berlín y mejor película en el Festival de Cine de Gramado por Amnesia (1994);
- Premio Claqueta y mejor película iberoamericana en el Festival de San Sebastián por Tuve un sueño contigo (1999);
- Premio C.I.C.A.E. del Fórum de Berlín y mención especial del premio Don Quijote en el Festival Internacional de Cine de Berlín, el Contemporary World Cinema en el Festival Internacional de Cine de Toronto, Premio a la Diversidad Cultural en el Festival Internacional de Cine Independiente de Buenos Aires, y el Segundo Coral en el Festival Internacional del Nuevo Cine Latinoamericano de La Habana, por B-Happy (2003).

## Escritos sobre Gonzalo Justiniano
Mauricio Iturra (2009) Análisis sobre la marginalidad en los filmes de Gonzalo Justiniano. Visión de la marginalidad a partir de los filmes “Caluga y menta” y “B-Happy”. Tesis de grado. Universidad de Valparaíso.